# Areen Omari
Pour les articles homonymes, voir Omari.
 Areen Omari (en arabe  عرين عمري ) est une actrice et productrice palestinienne de Cisjordanie. Elle habite Ramallah. Elle travaille souvent avec Rashid Masharawi et a un rôle important dans Le Fils de l'autre de Lorraine Lévy.

## Filmographie

### Actrice
- 2012 : Le Fils de l'autre de Lorraine Lévy : Leïla Al Bezaaz
- 2008 : L'Anniversaire de Leila de Rashid Masharawi : Um Laila
- 2005 : Attente de Rashid Masharawi : Bissan Nasar
- 2004 : Private de Saverio Costanzo : Samiah B.
- 2003 : The Olive Harvest de Hanna Elias
- 2002 : Ticket to Jerusalem de Rashid Masharawi : Sana
- 1996 : Haïfa de Rashid Masharawi : Samira
- 1994 : Couvre-feu de Rashid Masharawi : Houda

### Productrice
- 2002 : Ticket to Jerusalem (productrice exécutive)
- 1996 : Haïfa (productrice exécutive)